# Łupawa

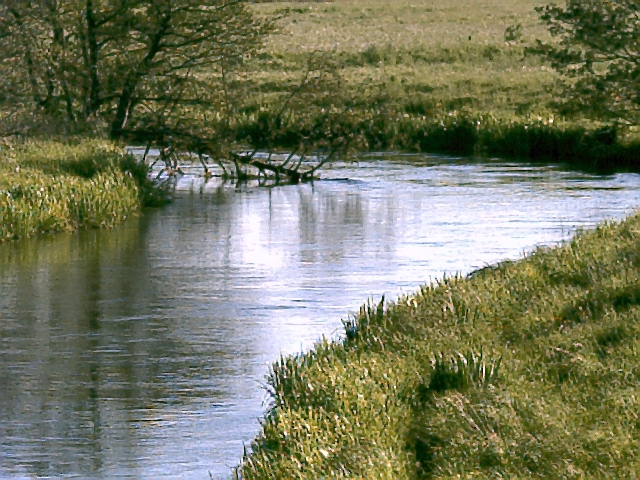
A Łupawa tíz kilométerrel a torkolata előtt

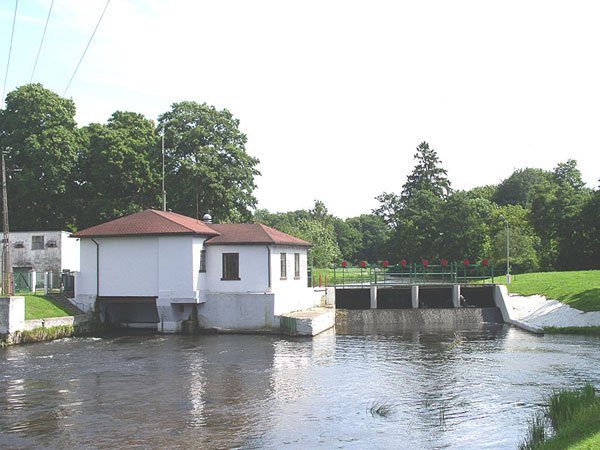
A Smołdzinói vízerőmű

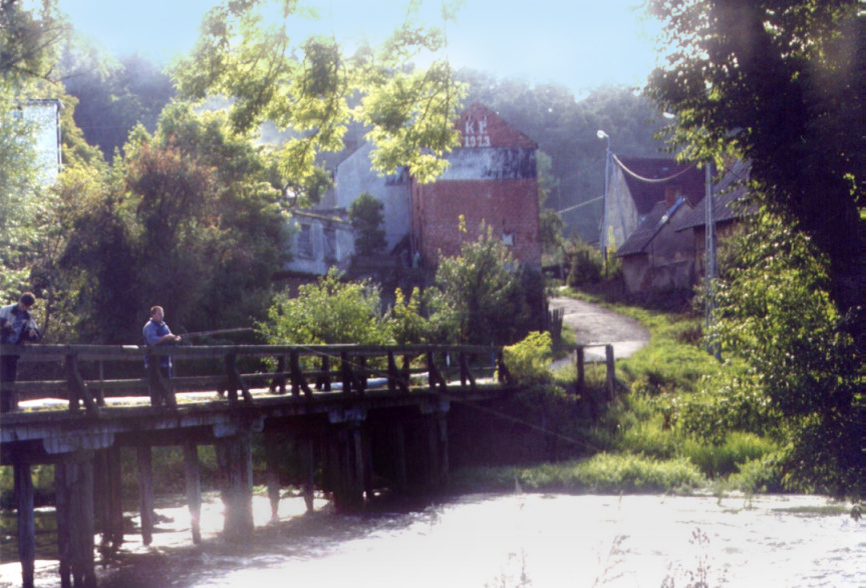
A híd Smołdzinóban

A Łupawa (német nyelven Lupow) folyó Észak-Lengyelországban, a Balti-tengerbe ömlik. Hossza (Obrówkával) 98,7 km, vízgyűjtő területe 924,5 km².

## Útja
Az Obrówka nevű, a Łupawa első szakasza a Gogolinko-tóból, a Łupawa a Jasień-tóból a Zawiat település mellett, ami a "Dolina Słupi" (A Słupia völgye) tájvédelmi körzet területén fekszik, ered.
A felső szakaszán a folyó a homlokmoréna területén, ezután posztglaciális völgyeken és az alsó szakaszán lápos és mocsaras síkságon folyik át. Az utolsó része, a Gardno-tótól a tengerig terjedő, természetes csatorna. A Balti-tengerbe Rowyban ömlik.

## Vízierőművek
- Smołdzino
- Żelkowo
- Drzeżewo
- Łebień
- Poganice
- Łupawa

Az erőművek teljes kapacitása 0,94 MW.

## Fontosabb mellékfolyói
- Bukowina
- Rokitnica
- Darżyńska Struga
- Charstnica

A folyón egy különleges szakasza van, ami a legyező és pergető horgászok számára kijelölt. Ez a szakasz a Damnica település közelében található.

## Fordítás
Ez a szócikk részben vagy egészben  a(z)   Łupawa című lengyel Wikipédia-szócikk ezen változatának fordításán alapul.  Az eredeti cikk szerkesztőit annak laptörténete sorolja fel. Ez a jelzés csupán a megfogalmazás eredetét és a szerzői jogokat jelzi, nem szolgál a cikkben szereplő információk forrásmegjelöléseként.